# هادكرات
هادكرات هي مجموعة بيانات سجلات درجات الحرارة المساعدة الشهرية التي تتشكل من خلال تجميع سجلات درجات حرارة سطح البحر التي يجمعها مركز هادلي التابع لـ مكتب الأرصاد الجوية بالمملكة المتحدة وسجلات درجات حرارة هواء سطح الأرض التي تجمعها وحدة الأبحاث المناخية (CRU) في جامعة شرق أنغليا.
ويتم تقديم البيانات على شبكة مربعات تغطي الكرة الأرضية، حيث يتم توفير قيم لتلك المربعات فقط تحتوي على مشاهدات لدرجات الحرارة في شهر معين وسنة معينة. ولا ينطبق الاستيفاء على قيم الملء المفقودة. وقد استغرق الإصدار الأول من مجموعة بيانات هادكرات مبدئيًا الفترة من 1881 إلى 1993، ثم امتدت تلك الفترة لاحقًا لتبدأ في 1850 ويتم تحديثها بانتظام إلى العام/الشهر الحالي قريبًا من الوقت الفعلي.

## هادكرات4
لقد قُدمت بيانات هادكرات4 في مارس 2012.وهي «تتضمن إضافة بيانات قياس رقمية جديدة، فوق الأرض والبحر، وتعديلات انحرافات درجة حرارة سطح البحر الجديدة ونموذج أخطاء أكثر شمولاً لوصف الشكوك في قياسات درجة حرارة سطح البحر».وعمومًا، فإن صافي تأثير مجوعة بيانات هادكرات4 مقابل مجموعة بيانات هادكرات3 هو زيادة في معدل شذوذ درجة الحرارة، وبالأخص في 1950 و1855، وأقل بشكل ملحوظ في 1925 و2005. كذلك، فإن السنة الأكثر دفئًا في السجل، والتي كانت 1998 في مجموعة بيانات هادكرات3، هي الآن سنة 2010 في مجموعة بيانات هادكرات4.

## هادكرات3
هادكرات3 هي ثالث أهم إصدار من قاعدة البيانات هذه، حيث تجمع قاعدة بيانات درجة حرارة هواء سطح الأرض في مجموعة بيانات كروتم3 وقاعدة بيانات درجة حرارة سطح البحر في مجموعة بيانات هادست2. وكان أول نشر لها في عام 2006، وقد استغرقت مبدئيًا الفترة من 1850 إلى 2005، لكن من حينها يتم تحديثها بانتظام إلى عام 2012. ومربعات شبكتها المكانية هي 5 درجات لخطوط العرض وخطوط الطول. ولقد قُدِّم نموذج إحصائي أكثر اكتمالاً يحوي بعض الشكوك مع هذا الإصدار، بما في ذلك تقديرات أخطاء القياسات، والانحرافات الناجمة عن تغيير التعرض والتمدد الحضري، والشك الناجم عن التغطية غير الكاملة للكرة الأرضية بمشاهدات درجة الحرارة.

## هادكرات2
هادكرات2 هو ثاني أهم إصدار من قاعدة البيانات هذه، حيث تجمع قاعدة بيانات درجة حرارة هواء سطح الأرض في مجموعة بيانات كروتم2 وقاعدة بيانات درجة حرارة سطح البحر في مجموعة بيانات هادست. وكان أول نشر لها في عام 2003، وقد استغرقت مبدئيًا الفترة من 1856 إلى 2001، لكن فيما بعد تم تحديثها بانتظام لتنتهي في عام 2005. ومربعات شبكتها المكانية هي 5 درجات لخطوط العرض وخطوط الطول. وقد تم تضمين تقدير للشكوك الناجمة عن التغطية غير الكاملة للكرة الأرضية بمشاهدات درجة الحرارة، حيث كان إصدارًا تم فيه ضبط الاختلاف لإزالة التغييرات الاصطناعية الناشئة عن تغيير عدد المشاهدات.

## هادكرات1
لقد كانت مجموعة بيانات هادكرات1 الإصدار الأول لقاعدة البيانات هذه. وعلى الرغم من أنه لم يُشر إليها مبدئيًا على أنها هادكرات1، تم طرح هذا الاسم لاحقًا لتمييزه عن الإصدارات اللاحقة. وكان أول نشر لها في عام 1994، وقد استغرقت مبدئيًا الفترة من 1881 إلى 1993، لكن تم تمديدها لاحقًا لتستغرق الفترة من 1856 إلى 2002. وقد جمعت هادكرات1 في البداية مجموعتي بيانات لدرجة حرارة سطح البحر (MOHSST للفترة من 1881 إلى 1981 وGISST للفترة من 1981 إلى 1993) مع مجموعة بيانات سابقة لدرجة حرارة هواء سطح الأرض من وحدة الأبحاث المناخية. ولقد تم استبدال مجموعة بيانات درجة حرارة هواء سطح الأرض في عام 1995 بمجموعة بيانات كروتم1 الصادرة حديثًا. ومربعات شبكتها المكانية هي 5 درجات خط عرض وخط طول.

## تاريخ البيانات المناخية من وحدة الأبحاث المناخية
لقد كان هدف وحدة الأبحاث المناخية كأولوية أولى يتمثل في ملء الفجوات في المعلومات المتاحة «لإنشاء السجل الماضي للمناخ في أنحاء العالم بأكبر قدر ممكن، وبأبعد زمان ممكن، وبالتفاصيل الكافية لمعرفة العمليات الأساسية والتفاعلات والتطورات والتأسيس لها، في أغلفة الأرض السائلة وتلك التي تشمل غلاف الأرض وغطاءها النباتي». وخلال سبعينيات القرن العشرين عملت الوحدة على تفسير السجلات التاريخية الوثائقية. ومنذ عام 1978 بدأت وحدة الأبحاث المناخية في إنتاج مجموعة بياناتها الشبكية للحالات الشاذة لدرجة حرارة هواء الأرض بناءً على سجلات درجات الحرارة المساعدة الموجودة لدى :قالب:منظمات الأرصاد الجوية الوطنية|منظمات الأرصاد الجوية الوطنية في أنحاء العالم. وفي عام 1986 أُضيفت درجات حرارة البحر لعمل تركيبة من البيانات كانت أول سجل لدرجات حرارة الكرة الأرضية، حيث أظهرت بشكل قاطع أن درجة حرارة الكرة الأرضية قد زادت بمقدار 0.8 درجة مئوية خلال السنوات الـ 157 الماضية. ومن عام 1989 استمر هذا العمل جنبًا إلى جنب مع مكتب الأرصاد الجوية متمثلاً في مركز هادلي للتنبؤات والبحوث المناخية، وقد أثبت عملهم الاحترار العالمي بمقدار 0.8 درجة مئوية تقريبًا خلال السنوات الـ 157 الأخيرة.
لقد كان الوصول إلى سجلات درجات الحرارة في كثير من الأحيان رهن اتفاقيات سرية رسمية أو غير رسمية قيدت استخدام هذه البيانات الأولية للأغراض الأكاديمية. ومن تسعينيات القرن العشرين فصاعدًا تلقت الوحدة طلبات للحصول على البيانات الأولية قدمها أولئك المهتمون بالفهم العلمي لظاهرة الاحترار العالمي، وبعد سريان قانون حرية المعلومات البريطاني (FOIA) في عام 2005، قُدِّمت طلبات حرية المعلومات المقدمة لوحدة الأبحاث المناخية للحصول على هذه البيانات الأولية. وفي 12 أغسطس 2009 أعلنت وحدة الأبحاث المناخية أنها كانت تسعى للحصول على تصريح لإبطال تلك القيود، وفي 24 نوفمبر 2009 صرّحت الجامعة أن أكثر من 95% من مجموعة البيانات المناخية لدى وحدة الأبحاث المناخية تم توفيرها بالفعل لسنوات عديدة، مع إصدار البقية عند الحصول على التصاريح اللازمة. وفي قرار أُعلن في 27 يوليو 2011 طلب مكتب مفوض المعلومات (ICO) نشر البيانات المساعدة الأولية حتى وإن لم تتوفر التصاريح أو إذا كانت هناك حالة واحدة للرفض، وفي 27 يوليو 2011 أعلنت وحدة الأبحاث المناخية نشر البيانات المساعدة الأولية التي لم تكن متاحة للعامة، باستثناء بولندا التي كانت خارج المنطقة التي يغطيها طلب قانون حرية المعلومات البريطاني (FOIA).

## وصلات خارجية
- Met Office Hadley Centre observations datasets
- CRU datasets including HadCRUT3, HadCRUT4, CRUTEM3 and CRUTEM4 at Climatic Research Unit